# Michel Sleiman
 (juillet 2018).
Si vous disposez d'ouvrages ou d'articles de référence ou si vous connaissez des sites web de qualité traitant du thème abordé ici, merci de compléter l'article en donnant les références utiles à sa vérifiabilité et en les liant à la section « Notes et références ».
Le général Michel Sleiman (en arabe : ميشال سليمان), né le 21 novembre 1948 à Amchit, commune au nord de Byblos, dans la région du Mont Liban, est un homme d'État libanais. De 2008 à 2014, il est président de la République.
Nommé commandant des Forces armées libanaises en 1998, succédant au général Émile Lahoud, élu président de la République libanaise, il lui succéda dix ans plus tard, à la présidence de la République. Marié à Wafaa Sleiman depuis 1973, Michel Sleiman est le père de trois enfants.

## Biographie

### Enseignement et formations
Michel Sleiman est titulaire d'une licence en sciences politiques et administratives de l'université libanaise.
durant sa carrière militaire il suivit divers cours et formations : 
- Sous-lieutenant, École militaire, Liban, 1970
- Formation avancée en Belgique, du 7/1/1971 au 4/7/1971, Belgique
- Diplôme en techniques d’état-major en France, du 9/2/1981 au 17/7/1981, École d'état-major, France
- Cours de commandement et d'état-major, École de commandement et d'état-major, à partir du 6/6/1988 et pour 52 semaines, Liban
- Diplôme en gestion des ressources défensives, du 22/6/1995 au 25/7/1995, États-Unis.

### Carrière militaire
Diplômé sous-lieutenant de l'école militaire en 1970, Michel Sleiman est également titulaire d'une licence en sciences politiques et administratives de l'université libanaise. Il maîtrise deux langues étrangères : l'anglais et le français.
Il a occupé plusieurs postes de commandement au cours de sa carrière militaire, il fut chef de section, commandant de bataillon, entraîneur à l'école militaire et à l'école des sous-officiers. Il fut nommé chef des services de renseignements de la région du Mont-Liban, du 4 décembre 1990 jusqu'au 24 août 1991.
Sleiman fut secrétaire de l'état-major du 25 août 1991 jusqu'au 10 juin 1993. Il dirigea la 11e brigade d'infanterie du 11 juin 1993 jusqu'au 15 janvier 1996 lors des confrontations sur les fronts du Sud et de la Békaa Ouest. Le 15 janvier 1996 il fut nommé commandant de la 6e brigade d'infanterie jusqu’au 21 décembre 1998, date à laquelle il est nommé commandant en chef de l'armée libanaise.

### Carrière politique

#### Élection à la présidence de la République (2008)
En 2008, les différents partis politiques libanais s'accordent à soutenir sa candidature à la présidence de la République comme candidat de compromis pour succéder à Émile Lahoud, dont le mandat était arrivé à expiration depuis le 23 novembre 2007. Mais son élection sera reportée maintes fois à cause des profonds désaccords politiques entre la majorité parlementaire et l'opposition.
En application de l'accord survenu à la conférence de dialogue inter-libanais à Doha (Qatar), le président du Parlement, Nabih Berri, convoque une nouvelle séance parlementaire le 25 mai 2008 (la vingtième) pour élire le nouveau président de la République.
Le 25 mai 2008, le Parlement, revenant sur l'interprétation jusque-là admise de la Constitution, considère que ses fonctions immédiatement précédentes de commandant en chef de l'Armée n'interdisent pas à Michel Sleiman de devenir président de la République et l'élit par 118 voix sur 127. Il est investi par le président du Parlement et l'émir du Qatar, cheikh Hamad ben Khalifa, en sa qualité de garant de l'accord de Doha, mettant ainsi fin à six mois de vacance de la présidence de la République libanaise.
Après Fouad Chéhab en 1958, Émile Lahoud en 1998, Michel Sleiman est ainsi le troisième commandant en chef de l'armée à accéder à la présidence.
Il demeure président jusqu'à la fin de son mandat, le 24 mai 2014. Le siège demeure ensuite vacant pendant deux ans et demi, reproduisant le scénario de la succession d'Émile Lahoud.
Le 31 octobre 2016, Michel Aoun lui succède.

## Distinctions

### Décorations libanaises
- Grand cordon de l'ordre national du Cèdre (2010)
- Grand maître et membre de la classe exceptionnelle de l'ordre du Mérite (2008).

### Décorations étrangères
- Collier de l'ordre du roi Abdelaziz (Arabie Saoudite).
- Grand-croix de l'ordre de l'Honneur (Arménie).
- Grande étoile de l'ordre du Mérite de la république d'Autriche.
- Collier de l'ordre du Courage (Bahreïn).
- Grand collier de l'ordre national de la Croix du Sud (Brésil).
- Grand-croix de l'ordre de Rio Branco (Brésil).
- Grand-croix de l'ordre national du Côte d'Ivoire.
- Grand collier de l'ordre de Makarios III (Chypre).
- Collier de l'ordre de Zayed (Émirats arabes unis).
- Collier de l'ordre d'Isabelle la Catholique (Espagne).

- Grand-croix de la Légion d'honneur (France, 2009).
- Grand-croix de l'ordre du Sauveur (Grèce).
- Chevalier grand-croix au grand cordon de l'ordre du Mérite de la République italienne (Italie).
- Grand collier de l'ordre de Mubarak (Koweït).
- Grand-croix de l'ordre de Saint-Charles (Monaco).
- Grand cordon de l'ordre militaire d'Oman (Oman).
- Grand-croix pro Merito Melitensi (O.S.M).
- Grand collier de l'ordre de l'Indépendance (Qatar).
- Grand-croix de l'ordre de l'Étoile de Roumanie (Roumanie).
- Médaille de l'ordre de coopération militaire (Russie).
- Grand-croix de l’ordre national du Lion (Sénégal).
- Grand cordon de l'ordre des Omeyyades (Syrie).
- Classe exceptionnelle de l'ordre du Mérite (Syrie).
- Chevalier grand-croix de l'ordre de Pie IX (16 octobre 2014 par le pape François[3])